# LOTポーランド航空16便胴体着陸事故
LOTポーランド航空16便胴体着陸事故（LOTポーランドこうくう16びんどうたいちゃくりくじこ、LOT Polish Airlines Flight 16）とは、2011年11月1日に降着装置を伸展できなかったボーイング767-300ER型機がワルシャワ・ショパン空港に胴体着陸した事故である。搭乗していた231人に負傷者は出なかった。 
国家航空機事故調査委員会 (ポーランド:PKBWL)により航空事故として分類された。

## 事故機
事故を起こした機体はボーイング767-300ER、登録番号SP-LPC、名称「ポズナン」製造番号28656である。1997年5月5日に機体が初めてLOTポーランド航空に引渡された。事故当日は、ニュージャージー州のニューアーク・リバティー国際空港からワルシャワまでのLOTポーランド航空の定期国際線として運航していた。 仮調査報告で、離陸直後に油圧漏れが発生し、その結果として主降着装置に動力を供給していた油圧作動油が全て失われたことが判明した。
胴体着陸後の飛行機の損傷は非常に広範囲だったため、航空会社は修理しないことを選択した。同機体は最終的に2013年11月に廃棄解体された。

## 事故発生
ニューアーク・リバティー国際空港から飛び立ったLOTポーランド航空16便は、2011年11月1日CET13時35分にワルシャワ・ショパン空港に到着する予定になっていた。ニューアークから離陸後30分以内に機長は技術的問題点を発見した。集中油圧システムが機能不全に陥っていると（計器に）表示されていた 。大西洋横断飛行に必要として機体に積まれた大量の燃料を使い果たすため、ワルシャワへ飛び続けることが決定された。乗客には3時間後に故障の事が伝えられた。ワルシャワ空港に着陸する十数分前にはフラップは作動したが、降着装置は降りなかった。航空機は通常どおりに空港に進入したが、降着装置が展開できなかったため着陸を中止した。
機長と一等航空士は、ワルシャワの航空管制(ATC)に、油圧システムの故障のため降着装置を下ろすことができないと報告した。機長は1時間以上空港を周回することを決定し、余分な燃料を消費するとともに、着陸に向けて準備する地上の緊急消防隊のために時間を稼いだ。2機のポーランド空軍F-16戦闘機による目視観測では、降着装置がどれも降りていないことが確認された。代替の方法で降着装置を下げる試みも失敗した。

## 胴体着陸
航空機の到着に備えて空港は（関係者を除き）避難が行われて立ち入り禁止となり、空港周辺の道路は緊急部隊の対処用に閉鎖された。ワルシャワ行きの他の航空機はクラクフ、カトヴィツェ、ポズナン他にダイバートさせられるか、出発地に戻された。
CET14時40分、16便は事前に難燃剤を撒かれた33番滑走路への胴体着陸に成功し、負傷者は出なかったが航空機は重大な損傷を受けた。 搭乗者は全員90秒以内に避難した。避難した乗客は空港施設内で心理療法士のカウンセリングを受け、医療的な治療が必要な人の数は少なかった。
衝突による破片の除去、および滑走路とエプロンの最終検査を行えるよう、空港は2011年11月3日のCET16:00まで閉鎖された。
避難後まもなく、ポーランドの国家航空機事故調査委員会のチームが到着し、降着装置の代替伸展システムを含む多数のシステムを保護するC829サーキットブレーカーが「飛び出ていた」ことを発見した。 代替降着装置用のC4248ブレーカーは閉じたままだった。
飛行機が滑走路から持ち上げられた後、C829サーキットブレーカーは閉じられ、そして代替システムを使用して、降着装置が伸展された。航空機はその後、さらなる調査のためLOT航空のメンテナンス格納庫に牽引された。  
ポーランド大統領（当時）のブロニスワフ・コモロフスキは、着陸に成功した乗組員に感謝して彼らを賞賛、11月7日に乗務員や消防隊の隊長に対して勲章及び褒章を授与した。

## 調査
中間報告では、離陸後まもなく（降着装置とフラップが格納された後）に油圧漏れが発生したことが判明した。漏れは中央油圧システムのフレキシブルホースからで、結果として同システム内の全ての油圧作動油 が失われてしまった。この圧力低下はEICASによって示され、フライトデータレコーダーによって記録された。その後の調査で、床面で飛び出てしまったサーキットブレーカーが適切にフェイルオーバー(F/O)に移行すると、（代替システムで）降着装置を解放するための電気モーターを作動できただろうことが示された。着陸後にブレーカーがリセットされると、降着装置は正常に伸展した。
機長と一等航空士の両名は定期運送用操縦士のライセンスを保有し、彼らの間の飛行時間は2万5000時間を超え、うち1万5000時間以上がボーイング767機体での運航だった。